# Ogulnius hayoti
Ogulnius hayoti is een spinnensoort in de taxonomische indeling van de parapluspinnen (Theridiosomatidae).
Het dier behoort tot het geslacht Ogulnius. De wetenschappelijke naam van de soort werd voor het eerst geldig gepubliceerd in 1994 door Lopez.